# Ribonucleasi
Le ribonucleasi, abbreviate comunemente RNasi, sono delle nucleasi che catalizzano l'idrolisi dell'acido ribonucleico (RNA) che viene così scisso in componenti più piccoli. Gli enzimi possono essere divisi in endoribonucleasi e in esoribonucleasi, e comprendono diverse sottoclassi comprese in classi maggiori di enzimi con numero EC 2.7 (per gli enzimi fosforolitici) e 3.1 (per gli enzimi idrolitici).

## Funzione
Le RNasi sono estremamente comuni, con il risultato di una vita media molto breve per ogni RNA che non si trovi in un ambiente protetto. Un meccanismo di protezione viene attuato dall'inibitore della ribonucleasi (RI), il quale comprende una frazione relativamente grande di proteine cellulari (circa 0,1%) e che si lega a certe ribonucleasi con la maggiore affinità per ogni interazione proteina-proteina; la costante di dissociazione del complesso RI-RNasi A è circa 20-15 M in condizioni fisiologiche. L'inibitore della ribonucleasi viene ampiamente utilizzato nei laboratori in cui si studia l'RNA per proteggere i campioni dalla degradazione a opera delle RNasi ambientali.
Similmente agli enzimi di restrizione, che clivano sequenze altamente specifiche di filamenti doppi di DNA, è stata recentemente classificata una varietà di endoribonucleasi che riconosce e cliva sequenze specifiche di singoli filamenti di RNA.
Le RNasi svolgono un ruolo critico in molti processi biologici, inclusa l'angiogenesi e l'autoincompatibilità nelle angiosperme (piante floreali). Inoltre, le RNasi nei sistemi procariotici tossina-antitossina sono ritenute avere la funzione di loci di stabilità del plasmide, e come elementi in grado di rispondere allo stress quando presenti sul cromosoma.

## Classificazione

### Principali tipi di endoribonucleasi

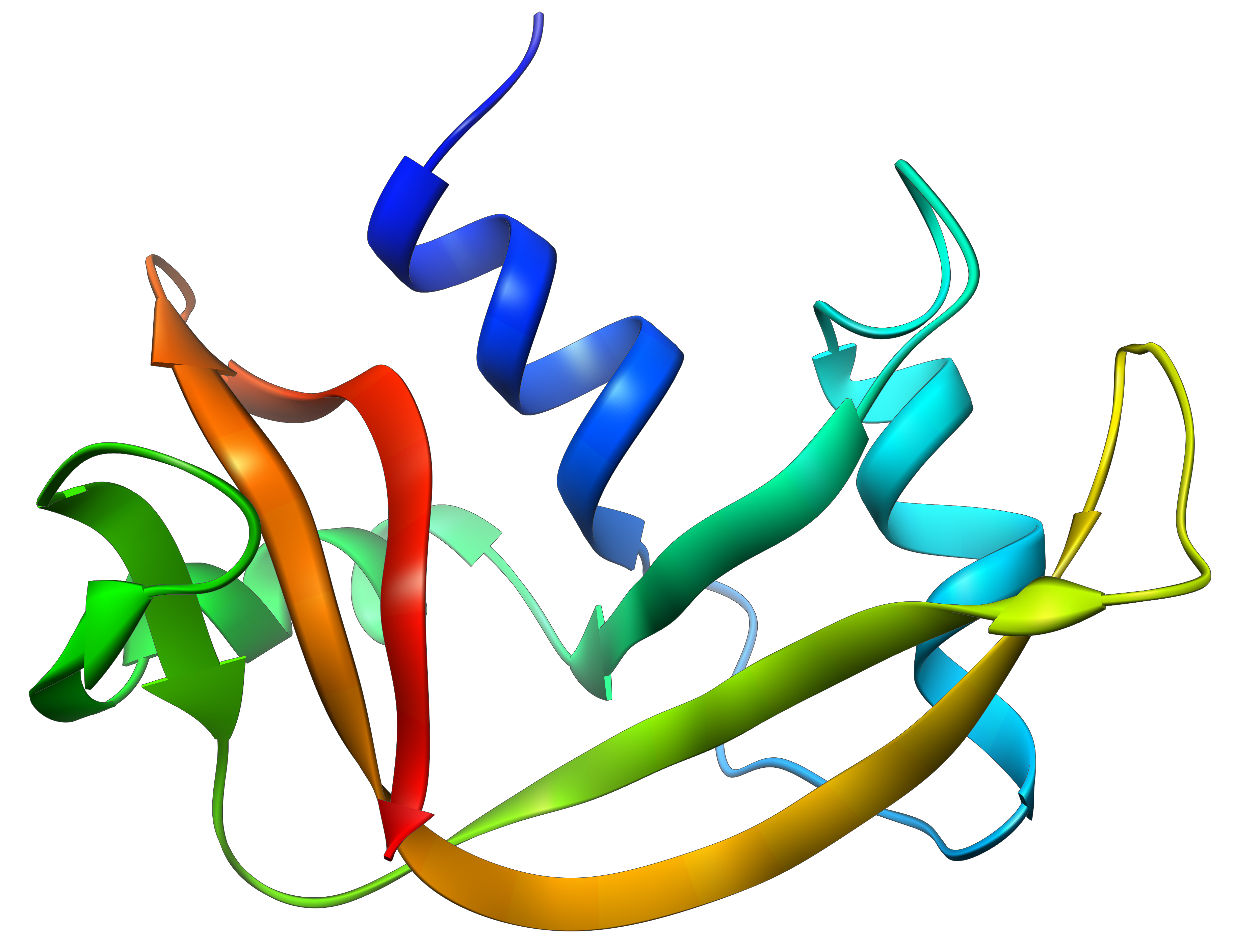
Struttura della RNasi A

- EC 3.1.27.5: la RNasi A è una RNasi comunemente utilizzata nella ricerca. La RNasi A (per esempio, ribonucleasi A pancreatica bovina: PDB 2AAS) è uno degli enzimi più resistenti comunemente utilizzati in laboratorio; un metodo di isolamento consiste nel far bollire un estratto cellulare finché tutti gli enzimi eccetto la RNasi A subiscono la denaturazione. È un enzima specifico per la sequenza di un singolo filamento di RNA. Cliva la parte terminale 3' di residui non appaiati di citosina e uracile, lasciando un prodotto 3'-fosforilato.

- EC 3.1.26.4: la RNasi H è una ribonucleasi che cliva l'RNA in un eteroduplex DNA/RNA per produrre ssDNA (single stranded DNA). La RNasi H è una endonucleasi non specifica e catalizza il clivaggio dell'RNA tramite meccanismo idrolitico, aiutato dal legame dell'enzima con uno ione metallico bivalente. La RNasi H lascia un prodotto 5'-fosforilato.

- EC number 3.1.??: la RNasi I cliva l'estremità 3' del ssRNA a livello di tutti i legami dinucleotidici lasciando un 5'-idrossil,2',3'-monofosfato ciclico.

- EC 3.1.26.3: la RNasi III è un tipo di ribonucleasi che cliva l'rRNA (16s rRNA e 23s rRNA) da un operone di RNA policistronico trascritto nei procarioti. Agisce anche su doppi filamenti di RNA (dsRNA) - la famiglia dicer di RNasi, tagliando un pre-miRNA (lungo 60-70bp) in un sito specifico trasformandolo in miRNA (22-30bp), che è attivamente implicato nella regolazione della trascrizione e nella durata della vita dell'mRNA.

- EC 3.1.??:  la RNasi L è una nucleasi interferone indotta che, dopo attivazione, distrugge tutto l'RNA all'interno della cellula.

- EC 3.1.26.5: la RNasi P è un tipo di ribonucleasi attualmente fortemente oggetto di ricerca. La RNasi P è singolare rispetto alle altre RNasi in quanto è un ribozima - un acido ribonucleico che agisce da catalizzatore nella stessa maniera di un enzima proteico. La sua funzione è quella di clivare una sequenza extra, o precorritrice, di RNA su molecole di tRNA. Inoltre l'RNasi P è uno dei due ribozimi conosciuti che abbiano turnover multiplo in natura (l'altro è il ribosoma).

- EC 3.1.??:  la RNasi PhyM è specifica per la sequenza di un singolo filamento di RNA. Cliva l'estremità 3' di residui non appaiati di adenina e uracile.

- EC 3.1.27.3: la RNasi T1 è specifica per la sequenza di un singolo filamento di RNA. Cliva l'estremità 3' di residui di guanina.

- EC 3.1.27.1: la RNasi T2 è specifica per la sequenza di un singolo filamento di RNA. Cliva l'estremità 3' di tutti e 4 i residui, ma preferenzialmente l'estremità 3' di residui di adenina.

- EC 3.1.27.4: la RNasi U2 è specifica per la sequenza di un singolo filamento di RNA. Cliva l'estremità 3' di residui spaiati di adenina.

- EC 3.1.27.8: la RNasi V1 è specifica di nessuna sequenza per doppi filamenti di RNA. Cliva residui di nucleotidi con basi appaiate.

- 3.1.27.8: la RNasi V.

### Principali tipi di esoribonucleasi
- EC 2.7.7.8:  la Polinucleotide fosforilasi (PNPasi) agisce sia da esonucleasi che da nucleotidiltransferasi.

- EC 2.7.7.56: la RNasi PH agisce sia da esonucleasi che da nucleotidiltransferasi.

- EC 3.1.??: la RNasi II è responsabile della degradazione da 3' a 5' di un singolo filamento di RNA.

- EC 3.1.??: la RNasi R è uno stretto omologo della RNasi II, ma può, diversamente dalla RNasi II, degradare l'RNA con strutture secondarie senza l'aiuto di altri fattori ausiliari.

- EC 3.1.13.5: la RNasi D è implicata nel clivaggio da 3' a 5' del pre-tRNA.

- EC 3.1.??: la RNasi T è il maggiore contributore per la maturazione da 3' a 5' di molti RNA stabili.

- EC 3.1.13.3: l'Oligoribonucleasi degrada piccoli oligonucleotidi a mononucleotidi.

- EC 3.1.11.1: la Esoribonucleasi I degrada singoli filamenti di RNA da 5' a 3', esiste solamente negli eucarioti.

- EC 3.1.13.1: la Esoribonucleasi II è uno stretto omologo della esoribonucleasi I.